# کایل گای
کایل جوزف گای (زاده ۱۱ اوت ۱۹۹۷) بازیکن بسکتبال اهل ایالات‌ متحده آمریکا است.

## زندگی شخصی
والدین او کتی و تیم فیتز جرالد (مادر و ناپدری) و جو و امی گای (پدر و نامادری) هستند. او سه برادر و دو خواهردارد.